# (289) Nenetta
(289) Nenetta es un asteroide perteneciente al cinturón de asteroides descubierto el 10 de marzo de 1890 por Auguste Honoré Charlois desde el observatorio de Niza, Francia.
El nombre es un derivado de la palabra francesa para denominar a las mujeres más o menos frívolas.